# Orchestina algerica
Orchestina algerica är en spindelart som beskrevs av Raymond Comte de Dalmas 1916. Orchestina algerica ingår i släktet Orchestina och familjen dansspindlar.
Artens utbredningsområde är Algeriet. Inga underarter finns listade i Catalogue of Life.